# سولیست (باله)
در باله، یک سولیست (به انگلیسی: Soloist) یک رقصنده در یک گروه باله است که بالاتر از پیکر باله اما پایین‌تر از رقصندۀ اصلی است.
رقصندگان در این سطح اکثراً نقش‌های انفرادی و فرعی را در یک باله ایفا می‌کنند، مانند کاراکتر مرکوتیو در بالۀ رومئو و ژولیت یا یکی از پری‌ها در بالۀ زیبای خفته.